# Marco Strozzi
Marco Strozzi (Firenze, ... – Firenze, 1363) è stato un politico italiano, più volte priore delle Arti di Firenze.

## Biografia
Era figlio di Rosso di Gerio Strozzi, che morì a Montaperti nel 1260. 
Faceva parte dal 1327 del magistrato dei Dodici Buonomini e dal 1331 dei Priori delle Arti.
Si distinse nel 1343 per la cacciata da Firenze del governatore Gualtieri di Brienne (detto Duva di Atene), venendo eletto tra i riformatori della Repubblica. Nel 1351 venne inviato a Pistoia perché riappacificasse le famiglie Cancellieri e Panciatichi: Marco divenne podestà di quella città. Nel 1354 si recò a Perugia per cencertare i mezzi atti a difendere la Toscana dal condottiero Fra Moriale, che devastava i territori di quella regione.
Morì nel 1363.

## Discendenza
Sposò una certa Bice, dalla quale ebbe sette figli:
- Filippa (?-1374), sposò Giorgio Aldobrandini
- Uberto (?-ante 1377), sposò Filippa Manetti
- Picca, sposò Jacopo Gianfigliazzi
- Tommaso (?-1365c.), capostipite del ramo di Mantova degli Strozzi[3][4]
- Lodovico, sposò Vegnente Ricasoli
- Giacomo (Jacopo) (?-1363), sposò Giovanna Gianfigliazzi
- Gregorio (?-ante 1383), sposò Vanni Ruspi